# Chronica Hungarorum
Chronica Hungarorum (slovensko Kronika Madžarov) je naslov več del, ki obravnavajo zgodnjo madžarsko zgodovino.

## Chronicon Pictum
Najbolj znana različica je Dunajska ilustrirana kronika - Chronicon Pictum (1358–1370), ki jo je leta 1827 uredil Ladislaus Endlicher. Ime je dobila po veličastnih ilustracijah in dejstvu, da se hrani v Dunajski cesarski knjižnici.

## Budimska kronika
Budimska Chronica Hungarorum je priljubljena kronika, ki deloma temelji na Ilustrirani kroniki. Krožila je v tiskani obliki. Natisnil jo je András Hessand leta 1473 in je prva  inkunabula, ki je bila natisnjena na Madžarskem (Budim, András Hess, 1473, 70-krat., 2º.)
Budimska kronika obravnava zgodovino Ogrske od najzgodnejših časov do kronanja kralja Matije Korvina. Ohranjenih je enajst izvodov kronike. Dva sta na Madžarskem, eden v Madžarski Széchényijevi knjižnici in eden v knjižnici Budimpeštanske univerze. 

## Johannes de Thurocz
Tretja kronika z naslovom Chronica Hungarorum delno temelji na Ilustrirani kroniki. Natisnil jo je Johannes de Thurocz (okoli 1435-1490), prvi znani laik, ki je napisal knjigo v Kraljevini Ogrski.
To delo (Brno, 1488, Augusburg, 1488) predstavlja dogodke, kot jih je videl izobražen plemič.